# Hans Pfistermeyer
Hans Pfistermeyer (* vor 1500 im Raum Aarau; † 1548 in Aarau) war ein  Prediger des frühen schweizerischen Täufertums. Nach seinem Widerruf nahm er an Disputationen mit Vertretern der Täuferbewegung auf evangelisch-reformierter Seite teil.

## Leben
Der Bäcker (= „Pfister“) Hans Pfistermeyer leitete im Aargau einen Lesekreis. 1524 erhielt er dafür eine offizielle Erlaubnis, allerdings unter der Bedingung, dass die Zusammenkünfte nur in seinem Haus vor dem Tor in Aarau stattfinden. Öffentlichen Bibellesungen uf der gassen waren verboten. Pfistermeyers Lesekreis wurde während seiner Abwesenheit von Sommer 1525 bis Frühjahr 1527 durch Niklaus Guldin aus St. Gallen betreut und schliesslich als Täufergemeinde konstituiert.

### Vor 1531

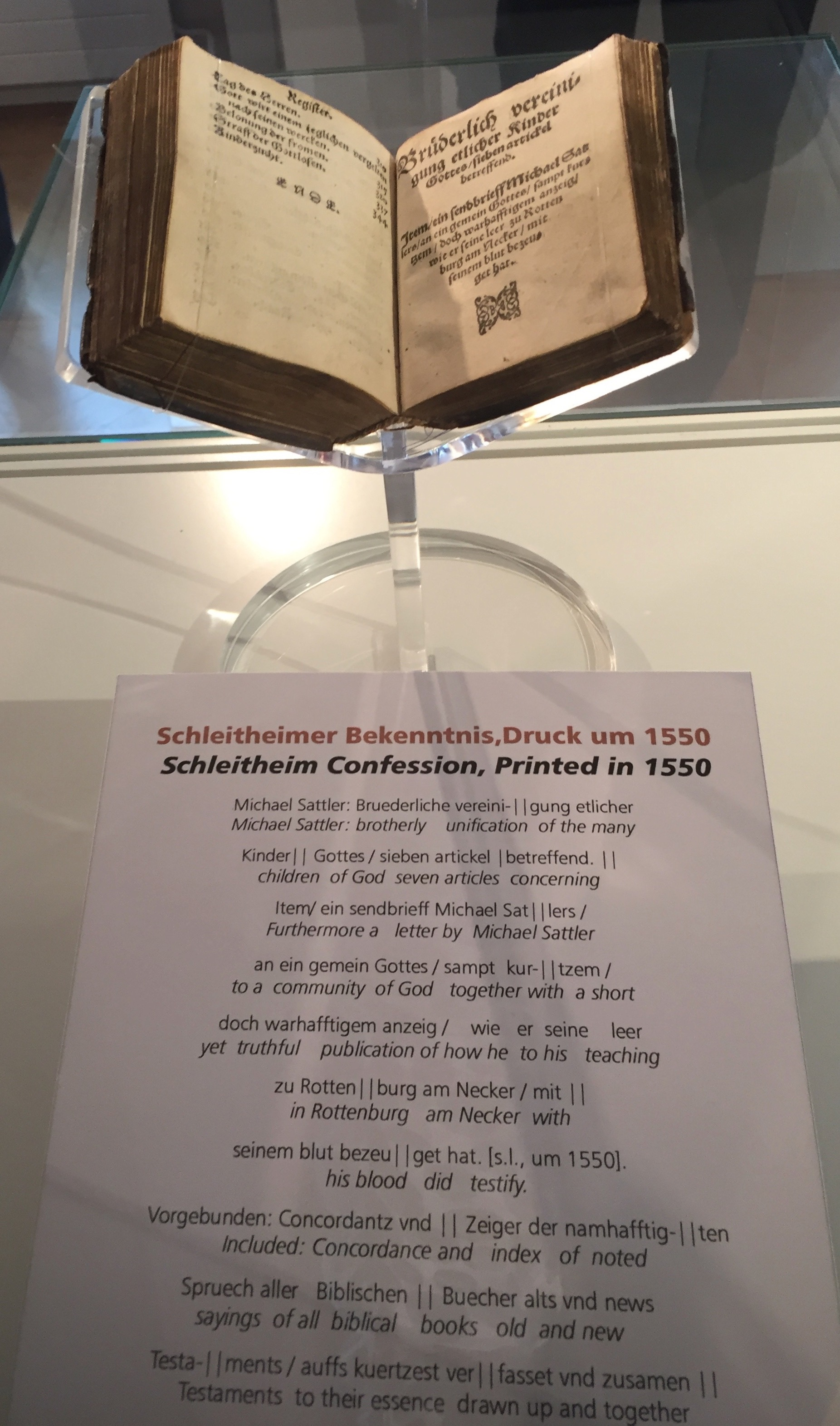
Schleitheimer Artikel (gedruckt 1550)

Titelseite
der gedruckten Protokolle der Zofinger Täuferdisputation (1532), an der Pfistermeyer auf reformierten Seite teilnahm

Im Sommer 1525 wurde Hans Pfistermeyer (gemeinsam mit Heini Seiler) von Niklaus Guldin in Zollikon getauft. Wegen dieser Taufhandlung, die aus der Perspektive der traditionelle Kirche eine Wiedertaufe war, wurde Hans Pfistermeyer im Januar 1626 aus dem bernischen Herrschaftsgebiet verbannt.  Eine Rückkehr war ihm bei Androhung strenger Strafen verboten.
Pfistemeyer wirkte ab Frühjahr 1526 als Täufermissionar in Therwil im Baselbiet; später wirkte er in der solothurnischen Vogtei Gösgen, wo jeweils by sechtzig wiber und ungefarlich by sechtzig man, jung und altten, gesy syent. Er stand in enger Verbindung mit der Zürcher Täuferbewegung und schloss sich den Schleitheimer Artikeln, der ersten 1527 formulierten täuferischen Bekenntnisschrift.  Sie umfasste sieben Artikel, unter anderem die, die sich mit der Absonderung der Gemeinde von der Welt und der Verweigerung des Eides befassten.
Hans Pfistermeyer wurde einer der erfolgreichsten Prediger des frühen schweizerischen Täufertums und entfaltete eine umfangreiche Lehrtätigkeit im Mittelland und in der Nordwestschweiz, wurde jedoch oftmals gefangen genommen und erlebte zahlreiche Ausweisungen.
Am 22. Januar 1528 erfolgte eine Disputation zwischen Huldrych Zwingli mit weiteren Theologen und aufseiten der 22 gefangenen Täufer unter anderem mit Ulrich Ißler von Bitsch aus Basel, Georg Blaurock aus Chur, Hans Seckler aus Basel, Hans Töblinger aus Freiburg im Uechtland, Thomas Mahler aus Meerstatt in Franken, Heini Seiler, ein Hutmacher aus Aarau und Hans Pfistermeyer teilnahmen. Bis auf Hans Pfistermeyer wurden alle anderen des Landes verwiesen; Pfistermeyer jedoch bereute und durfte als Berner Einwohner dort verbleiben. Im Juni 1529 saß er allerdings wieder im Berner Gefängnis, kam aber frei und setzte sich ins Freiamt ab, wo er zahlreiche Anhänger hatte.

### 1531 und später
Nach einer Diskussion in Bremgarten mit Heinrich Bullinger im Januar 1531 über den Zins, gab dieser ein Buch Von dem unverschampten Fräfel, ergerlichem Verwyrren unnd unwarhafftem Leeren der selbsgesandten Widertöuffern: vier Gespräch Bücher, zuo verwarnenn den Einfalten / Ein guoter Bericht vonn Zinsen; Ouch ein schöne Underwysung von Zähenden heraus, das das Täuferwesen als Ganzes erfasste und in seinen Einzellehren zu widerlegen versuchte. Im März 1531 wurde Pfistermeyer in seinem neuen Wirkungsgebiet auf Drängen Berns hin, erneut verhaftet und nach Bern gebracht. Er erhielt dort die Gelegenheit, an einer Disputation mit Berchtold Haller und einigen seiner Kollegen teilzunehmen. Zu diesen gehörte unter anderem auch Kaspar Megander. Pfistermeyer verlor den Disput, beugte sich dem obrigkeitlichen Druck und leistete schließlich den Widerruf. Die Behörden erhofften sich weitere Erfolge bei der Bekämpfung des Täufertums erhofften und veröffentlichten die gedruckten Gesprächsprotokolle.
In der Folgezeit nahm Hans Pfistermeyer an Gesprächen mit den Täufern auf reformierter Seite teil, so unter anderem 1532 während der Zofinger Täuferdisputation, in der neben Berchtold Haller, Sebastian Hofmeister und Kaspar Megander, auch er und auch der ehemalige Täufer Andreas Rappenstein, gegenüber 23 Täufern unter Martin Weniger (gen. Linggi) (um 1500–1525) aus Schaffhausen teilnahmen. Das Gespräch dauerte zehn Tage und verlief vergleichsweise herzlich. Die Pfarrer nannten die Täuferführer Brüder. Zwischendurch gab es manche Einigungspunkte. Die Täufer erklärten sich als Sieger, Rat und Prädikanten wollten das Urteil dem Leser des gedruckten Protokolls überlassen. Tatsächlich gab das Gespräch den Täufern wieder Auftrieb, was den Rat veranlasste, um so schärfere Massnahmen gegen die Täufer anzuwenden. Pfistermeyer nahm auch noch 1538 an einer Täuferdisputation in Bern teil, ohne sich jedoch zu seiner früheren Glaubensüberzeugung zu äussern.
Hans Pfistermeyer war verheiratet. Er wurde im Aarauer Steuerregister als Hauseigentümer für die Jahre 1527 und 1528 geführt. In den Jahren 1529 und 1530, in denen Pfistermeyer als Täuferlehrer besonders aktiv war, verzeichnet das Steuerregister seine Ehefrau als Haueigentümerin. Nachdem er sich  1531 vom Täufertum abgewendet hatte, wurde er auch wieder Hausbesitzer geführt. Bis 1548 taucht sein Name in der Liste auf. Danach ist dort wieder Pfistermeyers Ehefrau zu finden. Sie verbleibt im Steuerregister bis zu ihrem Tod 1554.